# Suka Cinta (Merapi Barat)
Suka Cinta is een bestuurslaag in het regentschap Lahat van de provincie Zuid-Sumatra, Indonesië. Suka Cinta telt 1131 inwoners (volkstelling 2010).